# امزوغار (تالة)
امزوغار هو دُوَّار يقع بجماعة مولاي بوزرقطون، إقليم الصويرة، جهة مراكش آسفي في المملكة المغربية. ينتمي الدوّار لمشيخة تالة التي تضم 12 دوار. يقدر عدد سكانه بـ 1041 نسمة حسب الإحصاء الرسمي للسكان والسكنى لسنة 2004.

## روابط خارجية
- البوابة الوطنية للجماعات الترابية
- المندوبية السامية للتخطيط